# 8-й корпус десантно-штурмових військ (Україна)
8-й корпус десантно-штурмових військ (8 КДШВ) — з'єднання Десантно-штурмових військ Збройних сил України чисельністю в корпус.

## Історія
5 лютого 2025 року, під час початку корпусної реформи в ЗСУ, стало відомо про намір розділити 7-й корпус швидкого реагування Десантно-штурмових військ на два боєздатні корпуси.
23 квітня 2025 року українські медіа повідомили, що був створений 8-й корпус Десантно-штурмових військ. Частина бригад 7-го корпусу перейшла до його складу: 3 десантно-штурмові бригади, аеромобільна бригада, єгерська бригада та артилерійська бригада.

## Структура
- 46-та окрема аеромобільна Подільська бригада
- 71-ша окрема єгерська бригада
- 80-та окрема десантно-штурмова Галицька бригада
- 82-га окрема десантно-штурмова Буковинська бригада
- 95-та окрема десантно-штурмова Поліська бригада
- 148-ма окрема артилерійська Житомирська бригада

## Командування

### Командири
- з 2025: полковник Волошин Дмитро Сергійович[3]